# 库维略斯
库维略斯，是西班牙卡斯蒂利亚-莱昂萨莫拉省的一个市镇。 总面积25平方公里，总人口398人（2001年），人口密度16人/平方公里。